# ロビン・タベリン
ロビン・タベリン（英語: Robin Tabeling、1994年4月24日 - ）は、オランダの男子バドミントン選手。世界ランクは最高8位。

## 経歴
混合ダブルスでセレーナ・ピークとペアを組む。
2022年のフランス・オープンでは、決勝で絶対王者の鄭思維 / 黄雅瓊に対して、16-21, 21-14, 20-22の激闘で惜しくも敗れ準優勝となった。
2023年のヨーロッパ競技大会では、決勝でトム・ジケル / デルフィン・デルリュを破って優勝した。
2024年パリ五輪以降は、デンマークのアレクサンドラ・ボイエとペアを組む。
2025年のドイツ・オープンでは、決勝でインドネシアペアをやぶって優勝。
同年4月のヨーロッパ選手権をもって、現役を引退。